# Italie au Concours Eurovision de la chanson 1958
L'Italie a participé au Concours Eurovision de la chanson 1958, alors appelé le Grand prix Eurovision de la chanson européenne 1958, à Hilversum, aux Pays-Bas. C'est la 3e participation italienne au Concours Eurovision de la chanson.
Le pays est représenté par Domenico Modugno et la chanson Nel blu dipinto di blu, sélectionnés par la Radio-télévision italienne.

## Sélection

### Festival de Sanremo 1958
Le radiodiffuseur italien, la Radiotelevisione Italiana (RAI), organise le Festival de Sanremo de l'année 1958 pour sélectionner l'artiste et la chanson qui représentent l'Italie au Concours Eurovision de la chanson 1958.
Le festival, présenté par Gianni Agus et Fulvia Colombo (it), a eu lieu le 1er février 1958 au Casino de Sanremo, dans la ville de Sanremo. Parmi les participants du festival de Sanremo de 1958, certains ont déjà concouru ou concourront à une édition de l'Eurovision : Tonina Torrielli en 1956 ; Domenico Modugno en 1959 et 1966 ; Claudio Villa en 1962 et 1967.
Lors de cette sélection, c'est Domenico Modugno, avec la chanson Nel blu dipinto di blu écrite et composée par Domenico Modugno lui-même, et co-écrite par Franco Migliacci, qui furent choisis.

#### Finale
| Ordre | 1er interprète              | 2e interprète                      | Chanson                | Traduction                    | Place |
| ----- | --------------------------- | ---------------------------------- | ---------------------- | ----------------------------- | ----- |
| 1     | Domenico Modugno            | Johnny Dorelli                     | Nel blu dipinto di blu | Dans le bleu peint en bleu    | 1     |
| 2     | Nilla Pizzi                 | Tonina Torrielli                   | L'edera                | Le lierre                     | -     |
| 3     | Gino Latilla                | Nilla Pizzi                        | Amare un'altra         | Aimer une autre               | -     |
| 4     | Nilla Pizzi                 | Claudio Villa                      | Giuro d'amarti così    | Je jure de t'aimer comme cela | -     |
| 5     | Giorgio Consolini           | Claudio Villa                      | Campana di Santa Lucia | Campagne de Santa Lucia       | -     |
| 6     | Carla Boni et Gino Latilla  | Aurelio Fierro et Gloria Christian | Timida serenata        | Timide sérénade               | -     |
| 7     | Claudio Villa et Duo Fasano | Aurelio Fierro et Trio Joyce (it)  | Fragole e cappellini   | Fraises et petits chapeaux    | -     |
| 8     | Carla Boni et Gino Latilla  | Natalino Otto                      | Non potrai dimenticare | Tu ne pourras pas oublier     | -     |
| 9     | Cristina Jorio (it)         | Tonina Torrielli                   | Mille volte            | Mille fois                    | -     |
| 10    | Johnny Dorelli              | Natalino Otto                      | Fantastica             | Fantastique                   | -     |

## À l'Eurovision
Chaque pays avait un jury de dix personnes. Chaque membre du jury pouvait donner un point à sa chanson préférée.

### Points attribués par l'Italie
| 6 points | France |
| 4 points | Suisse |

### Points attribués à l'Italie
| 10 points | 9 points               | 8 points | 7 points | 6 points                                        |
| --------- | ---------------------- | -------- | -------- | ----------------------------------------------- |
|           |                        |          |          |                                                 |
| 5 points  | 4 points               | 3 points | 2 points | 1 point                                         |
|           | - Allemagne - Belgique |          |          | - Autriche - France - Pays-Bas - Suède - Suisse |

Domenico Modugno interprète Nel blu dipinto di blu en 1re position, avant les Pays-Bas. Au terme du vote final, l'Italie termine 3e sur 10 pays avec 13 points.